# Epstein-barrvirus
Het epstein-barrvirus, barsvirus of humaan herpesvirus 4 (HHV4) (EBV) is een herpesvirus dat in verband is gebracht met diverse ziektebeelden. Het werd ontdekt door Epstein, Achong en Barr in 1964. Achong is niet in het eponiem opgenomen.
EBV veroorzaakt diverse ziektebeelden:
- Klierkoorts (ziekte van Pfeiffer, mononucleosis infectiosa) - koorts, opgezette lymfeklieren, keelpijn;
- Lymfomen (tumoren van de lymfocyten) - oorspronkelijk werd het virus ontdekt bij patiënten met burkittlymfoom; het is ook ontdekt in T-cellymfomen en in hodgkinlymfoom.

EBV-infectie kan worden vastgesteld met bloedonderzoek (serologie). De paul-bunnelltest wordt specifiek gebruikt om mononucleosis vast te stellen. Deze test is echter niet 100% sensitief. Uit onderzoek blijkt dat bij 10 à 20% van de volwassenen en 50% van de kinderen onder de vijf jaar, die besmet waren met het virus, de aanwezigheid van het virus niet aangetoond kon worden met de PBT. Er is geen specifieke behandeling voor EBV-infectie. EBV-infectie wordt als een mogelijke oorzaak gezien van zowel multipele sclerose als myalgische encefalomyelitis als ook arachnoiditis.